# Космос 672
Космос 672 е съветски безпилотен космически кораб от типа „Союз“.

## Предистория
Това е кораб № 72 от модификацията Союз 7К-ТМ. Това е втори полет за изпитания на системите на модификацията, предвидена за провеждане на съвместния със САЩ космически полет Аполо-Союз.

## Полет
По време на полета се провеждат изпитания на бордовите системи, преработени за нуждите на съвместния полет – новият андрогинен скачващ възел, системите за ориентация и управление на движението, животоподдържащите системи.
Всички цели на полета са изпълнени успешно.